# Алмазовское сельское поселение
Алмазовское се́льское поселе́ние — муниципальное образование в Сосковском районе Орловской области Российской Федерации.
Административный центр — село Алмазово.

## История
Статус и границы сельского поселения установлены Законом Орловской области от 25 октября 2004 года № 433-ОЗ «О статусе, границах и административных центрах муниципальных образований на территории Сосковского района Орловской области».

## Население
| 2010 | 2012 | 2013 | 2014 | 2015 | 2016 | 2017 |
| ---- | ---- | ---- | ---- | ---- | ---- | ---- |
| 379  | ↘365 | ↘362 | ↗377 | ↘370 | ↘364 | ↘358 |
| 2018 | 2019 | 2020 | 2021 | 2023 |      |      |
| →358 | ↗361 | ↗362 | ↗409 | ↘388 |      |      |

## Состав сельского поселения
| №  | Населённый пункт | Тип населённого пункта       | Население |
| -- | ---------------- | ---------------------------- | --------- |
| 1  | Алмазово         | село, административный центр | ↘246      |
| 2  | Веденский        | посёлок                      | 0         |
| 3  | Весёлый          | посёлок                      | 0         |
| 4  | Гуровка          | посёлок                      | 0         |
| 5  | Зяблово          | деревня                      | ↘88       |
| 6  | Кочевая          | деревня                      | 15        |
| 7  | Нижняя Боёвка    | деревня                      | 17        |
| 8  | Озеровка         | деревня                      | 1         |
| 9  | Трактор          | посёлок                      | 1         |
| 10 | Шаховцы          | деревня                      | 7         |